# Pozo Alcón
Pozo Alcón és un municipi de la província de Jaén (Andalusia), quasi fronterer amb la de Granada. Una part del seu municipi forma part del Parc Natural de la Serra de Cazorla.

## Història
La seva situació, molt vulnerable des del punt de vista militar i de frontera àrab-cristiana durant gairebé tres segles, va fer que no es desenvolupés com nucli important fins a la presa de Granada. Va formar part de l'avançament de Cazorla, com llogaret de la ciutat de Quesada.
L'any 1648ft, sota el regnat de Felip IV, se segrega i forma municipi propi. En l'actualitat és un poble amb 6.500 habitants. La seva població es manté -l'únic que no ha perdut cens dels municipis del Parc Natural des de la seva creació-, i viu fonamentalment del sector agroalimentari i de serveis.

## Economia
L'oli d'oliva és el seu producte estrella, com els pernils, vins, formatges artesans, mel serrana, rebosteria, etc. La ramaderia també és important.
La seva proximitat a la Sierra de Cazorla fa que sigui una vila privilegiada quant a situació i abundància d'aigua.